# 우리는 당신밖에 모른다
"우리는 당신밖에 모른다" 는 조선민주주의인민공화국의 음악이다. 2013년 12월 9일에 조선중앙텔레비죤을 통해 처음 공개되었으며, 조선민주주의인민공화국의 최고 지도자인 김정은에 대한 숭배의 내용이 가사에 담겨있다.